# Camarão branco chinês
Camarão branco chinês, shrimp oriental ou camarão carnudo (Fenneropenaeus chinensis) é uma espécie de camarão. Já foi conhecida por Cancer chinensis, Penaeus chinensis e Penaeus orientalis, mas foi realocada em Fenneropenaeus

## Aquacultura
É cultivada na aquacultura de nível industrial na China. Sua produção, contudo, foi devastada com uma série de epidemias na década de 1990 e início dos anos 2000 no país. Sua captura em alto-mar tem desde então sido retomada e expandida, embora o cultivo ainda se mantenha em níveis menores.